# Athroolopha albinisante
Athroolopha albinisante là một loài bướm đêm trong họ Geometridae.